# Matouš Talíř
Matouš Talíř (20. září 1835 Střížov – 30. srpna 1902 Hluboká nad Vltavou) byl rakouský a český vysokoškolský pedagog, právník, národohospodář, statistik a politik, ve 2. polovině 19. století poslanec Českého zemského sněmu a Říšské rady, rektor Univerzity Karlovy.

## Biografie
Narodil se v jihočeském Střížově. V rodné obci vychodil základní školu, gymnázium studoval v Českých Budějovicích, kde se naučil německy. Od roku 1856 studoval práva na Karlo-Ferdinandově univerzitě. Po škole nastoupil jako konceptní praktikant na zemské finanční ředitelství v Praze. V roce 1862 se stal substitutem komisaře u finanční stráže, kde se následujícího roku stal koncipistou. Pak se ale vrátil k akademické dráze. V roce 1866 získal na pražské univerzitě titul doktora práv. Specializoval se na rakouské finanční právo. Roku 1869 se zde habilitoval. Od roku 1871 byl mimořádným a od roku 1882 řádným profesorem rakouského finančního práva a statistiky na Univerzitě Karlově v Praze. Napsal odborné studie o daňových systémech. V roce 1888 a 1893 byl děkanem filozofické fakulty Univerzity Karlovy, v předcházejících letech byl děkanem právnické fakulty. V roce 1889/1890 byl rektorem univerzity. Dosáhl titulu dvorního rady.

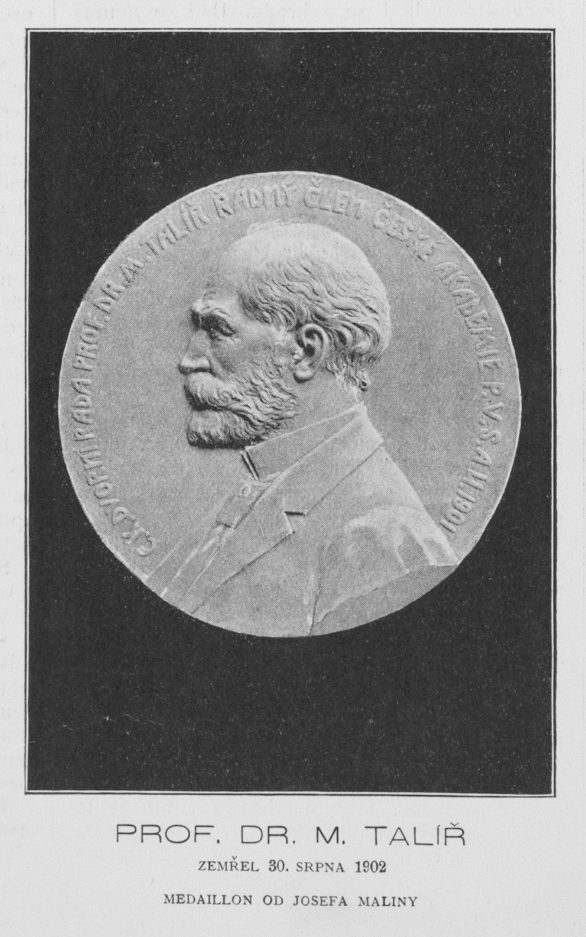
Matouš Talíř na medailonu Josefa Maliny

Angažoval se i politicky. V období let 1877–1884 zasedal ve sboru obecních starších města Prahy. Od roku 1879 byl rovněž členem statistické komise města Prahy, jíž od roku 1881 předsedal. V 80. letech 19. století se zapojil i do zemské a celostátní politiky. V doplňovacích volbách roku 1880 byl zvolen v kurii venkovských obcí (volební obvod Jindřichův Hradec, Lomnice, Třeboň, N. Bystřice) do Českého zemského sněmu. Mandát zde obhájil ve volbách v roce 1883. Po volbách v roce 1889 zasedl na sněmu opět, nyní ale jako virilista, tedy poslanec, který nabývá mandátu z titulu své funkce, v tomto případě funkce rektora české univerzity v Praze. Politicky patřil k staročeské straně.
Zasedal také v Říšské radě (celostátní zákonodárný sbor), kam usedl po volbách roku 1879 za kurii městskou, obvod Kolín, Poděbrady atd. Slib složil 30. listopadu 1880.
Zemřel po delší nemoci náhle během pobytu na letním bytě v jihočeské Hluboké v srpnu 1902. Ostatky byly pak uloženy na Olšanské hřbitovy.